# Fotoelektrisk effekt

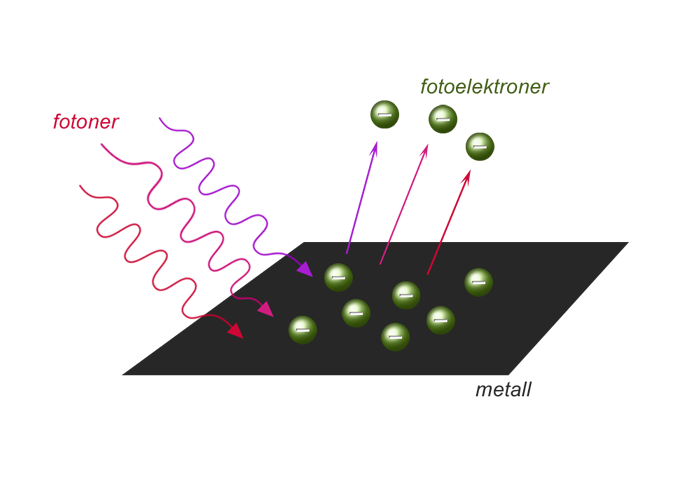
Fotoelektrisk effekt: Inkommande elektromagnetisk strålning slår ut elektroner ur metallen.

Den fotoelektriska effekten är ett fysikaliskt fenomen, som bygger på kvantmekanik, där elektroner emitteras från ett ämne då det belyses med elektromagnetisk strålning av tillräckligt hög frekvens. Förklarandet av den fotoelektriska effekten visade att ljus är kvantiserat och ledde till att våg-partikeldualiteten infördes som förklaringsmodell. En variant av den fotoelektriska effekten är den fotovoltaiska effekten som används i fotovoltaik.

## Introduktion
När en metallyta belyses med ljus av tillräckligt kort våglängd, kommer elektroner att utsändas. För de flesta metaller behövs ultraviolett ljus, men för några metaller ligger denna tröskel vid längre våglängder, i det synliga området. Fotoströmmen, det vill säga antalet elektroner som utsänds, är direkt proportionell mot ljusets intensitet, hur låg intensiteten än är. Men för våglängder som är längre än gränsvåglängden sker ingen fotoemission, även om ljuset har stark intensitet. Detta är förvånande när man beskriver ljuset som en elektromagnetisk våg, där den växlande elektriska fältstyrkan utövar krafter på och tillför energi till elektronerna.
Man kan dock förstå fenomenet med antagandet att energin i ljuset är kvantiserad i små paket. Dessa fotoner har en energi som är direkt proportionell mot frekvensen enligt formeln E = hf, där E är energin, h är Plancks konstant och f är frekvensen som är omvänt proportionell mot våglängden. Observationerna är förklarade om fotonernas hela energi övergår i elektronens mekaniska energi och om det krävs en viss minsta energi för att frigöra en elektron.

## Historia

### Den klassiska fysiken misslyckas
Den fotoelektriska effekten upptäcktes på 1800-talet, men kunde då inte förklaras på ett tillfredsställande sätt. Vid denna tid dominerade vågteorin för ljus, vilket Youngs experiment med dubbelspalter, Maxwells eleganta teorier om ljusets vågegenskaper och Hertz experiment från 1887 övertygat de allra flesta om.
Den fotoelektriska effekten stred dock mot detta, eftersom ljuset, om det varit en elektromagnetisk våg som tillförde energi till laddningar i metallen, skulle frigöra fler och fler elektroner i takt med att mer och mer energi tillfördes av en värmelampa, som sänder ut ljus med frekvenser under den kritiska. Detta visade inte experimenten; det spelade ingen roll hur länge man lyste med en värmelampa, elektronerna stannade fortfarande kvar. Dessutom skulle inte frekvensen påverka den energi som ljuset överförde, om ljuset var en våg. Det skulle däremot intensiteten göra. Till exempel skulle rött ljus och UV-ljus av samma intensitet frigöra lika många elektroner, men så var inte fallet. Detta gjorde att den klassiska fysiken saknade förklaringar till den fotoelektriska effekten.

### Plancks tolkning
År 1900 togs ett desperat steg av Max Planck, som kom att stå som grund för tolkningen av effekten. I sitt arbete med svartkroppsstrålning hade han tagit fram en teori som sade att strålning från en svartkropp utsänds av att laddningar vibrerar i kroppen med diskreta energier (energier som bara kan anta vissa värden). Dessa oscillationer har energier nε, där n ≥ 0 är ett heltal och ε ≠ 0. Hans experiment stämde när ε var proportionell mot strålningens frekvens, f, vilket skrivs ε = hf. Plancks tolkning var alltså att strålningen emitteras och absorberas i diskreta energisteg. Men detta var inte den fulla sanningen. Albert Einstein skulle vara den som fullständigt utvecklade den fotoelektriska effekten.

### Einsteins tolkning
Einstein var inte riktigt tillfreds med Plancks beskrivning. Planck hade tolkat den totala energin av oscillationerna som diskreta, men hade dragit slutsatsen att strålningens energi var kontinuerlig.
Einstein gick steget ännu längre och sade att ljus även transporterar sin energi diskret, i så kallade kvanta eller energipaket (Namnet foton gavs till dessa ljuskvanta av G. N. Lewis 1926). Einstein applicerade denna idé på den fotoelektriska effekten. Resultatet han fann var att vid fotoemission så avger varje foton all sin energi ögonblickligen till en enda elektron. Detta medför alltså att elektronen frigörs omedelbart.

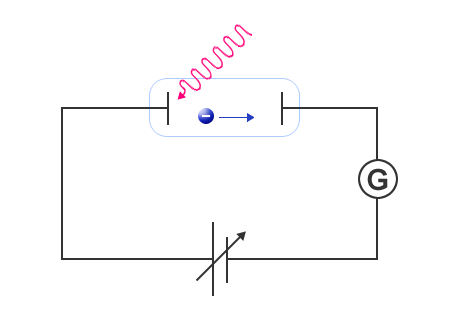
Försöksuppställning.

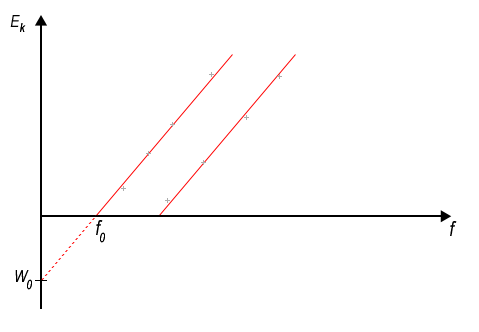
Diagram där elektronernas kinetiska energi avsätts mot ljusets frekvens.

Det hela kan förklaras mer i detalj med en försöksuppställning (se figur till höger).
En cell består av två elektroder av samma metall på vardera ända och kopplas till en spänningskälla. En kvicksilverlampa belyser elektroden med högst potential, och vi antar att frekvensen är tillräcklig för att få fotoelektrisk effekt. Detta gör att vi får fria elektroner i vår cell.
Potentialen avpassas Ua så att galvanometern visar noll. Detta betyder att inga elektroner som frigjorts från den belysta elektroden har orkat tar sig över till den obelysta elektroden. Elektronerna som frigjorts lagrar den kinetiska energin som potentiell energi eUa i det elektriska fältet. Alltså har vi att Ek = eUa.
Om elektroden belyses med olika diskreta frekvenser kan ett diagram ritas upp där fotoelektronernas (de som frigörs) kinetiska energi avsätts mot ljusets frekvens, f. En rät linje fås vars ekvation är Ek = hf + (-W0), där W0 kallas för utträdesarbetet. h är alltså riktningskoefficienten och W0 är skärningen i y-axeln.
En vanlig form att skriva ekvationen på är hf = W0 + Ek. Summan av den energi som krävs för att elektronen ska lämna metallen samt få sin rörelseenergi är alltså den totala energin hf. Alltså består ljuset av diskreta energipaket där W0 är utträdesarbetet från anoden. Detta påpekades av Lektor Jan Bergfeldt i Nämnaren nr 4 1977. 
Einstein förutsåg med detta bland annat existensen av en minsta frekvens för att frigöra elektroner från metallen. Trots att hans resultat även har visats vara experimentellt korrekta av R. A. Millikan (Millikan försökte ursprungligen bevisa att Einstein hade fel då han inte var speciellt förtjust i principen bakom ljuskvanta, men ironiskt nog blev resultatet rena motsatsen), fanns det fortfarande motstånd till dessa energipaket, eftersom det stred mot Maxwells berömda ekvationer. Efter att A. H. Compton analyserat sina resultat av comptonspridning, blev dock konceptet bakom fotonen och ljuskvanta än mer accepterad.
Det bör noteras att Einstein först efteråt insåg hur Plancks teorier sammanföll med hans egna. Ursprungligen hade han kommit fram till ekvationen E = Cf år 1905 genom att använda Wiens strålningslag som är noggrann endast vid höga frekvenser. Följande år insåg han förbindelsen och förstod att C = h.

### Ekvationer och förklaringar
Einsteins fotoelektriska ekvation skrivs på formen: 
{\displaystyle eU_{a}=h(f-f_{0})\,}
- h är Plancks konstant med värdet 6,626⋅10-34 Js.
- f är fotonens frekvens, som alltså bestämmer dess energi enligt E = hf.
- W0 = hf0 är utträdesarbetet, dvs. den energi som krävs för att en elektron ska kunna frigöras. Eftersom h är en konstant, så beror utträdesarbetet helt på f0, en minsta frekvens som krävs för att frigöra elektronerna.
- Ek = eUa = meve2/2 betecknar rörelseenergin (samma sak som kinetisk energi, därav index k) för elektronerna med massan me och hastigheten ve.

## Sammanfattning
Ljus, som består av fotoner, lämnar alltså över all sin energi i en enda stöt när den väl träffar på en elektron i metallen. Principen ”allt eller inget” gäller. I samma stund som detta sker, upphör fotonen att existera. När fotonen träffar en elektron kan tre fall tänkas ske:
- Fotonens energi är mindre än utträdesarbetet: Elektronen får inte tillräckligt med energi för att slås ut från metallen.
- Fotonens energi är lika med utträdesarbetet: Elektronen får nätt och jämnt energi till att slås ut, men inget kvar till rörelseenergi Ek.
- Fotonens energi är större än utträdesarbetet: Elektronen slås ut och får en rörelseenergi Ek = hf - W0.

Notera också följande viktiga punkter:
- En ökning av intensiteten påverkar inte fotonens energi.
- Antalet fotoelektroner som frigörs är proportionellt mot belysningen på metallytan samt mot ljusets intensitet.
- Fotonen har ingen vilomassa (den är en masslös partikel) och färdas med ljusets hastighet, c.

Albert Einstein tilldelades Nobelpriset i fysik för sitt arbete med lagen om den fotoelektriska effekten 1921.

### Användningsområden
Fotoelektriska effekten är det första steget inom fotovoltaik, och används bland annat i solceller och ljuskänsliga dioder. De absorberar fotoner som får en elektrokemisk process att påbörjas och genererar elektrisk ström.